# Félix Arvers
Félix Arvers (Parigi, 23 luglio 1806 – Parigi, 7 novembre 1850) è stato un poeta e drammaturgo francese, famoso per la sua poesia Un secret.

## Biografia
Era figlio di un commercianti di vini della città di Cézy nel dipartimento della Yonne, ove risiedeva la famiglia. Studiò giurisprudenza prima di diventare praticante in uno studio notarile, ma già allora perseguiva ardentemente il desiderio di diventare scrittore. Cedendo un giorno radicalmente a quella che egli credeva la sua vocazione, giunse a far rappresentare una dozzina di commedie leggere, il genere di spettacoli per i quali il pubblico piccolo-borghese di Parigi affollava i teatri.
Al tempo, i suoi testi si guadagnarono un moderato successo, che gli consentì di condurre un'esistenza da dandy, frequentatore dei boulevards e delle quinte dei piccoli teatri, di frequentare il Cenacolo dell'Arsenale e anche Alfred Tattet e Alfred de Musset, ai quali pare fosse molto vicino. 
Tuttavia nessuna delle sue opere di teatro ottenne la stessa fama di Un Secret, dedicato a Marie, figlia dello scrittore Charles Nodier. Questa poesia era tratta da un testo teatrale che egli scrisse all'età di 25 anni, Mes heures perdues ("Le mie ore perdute").

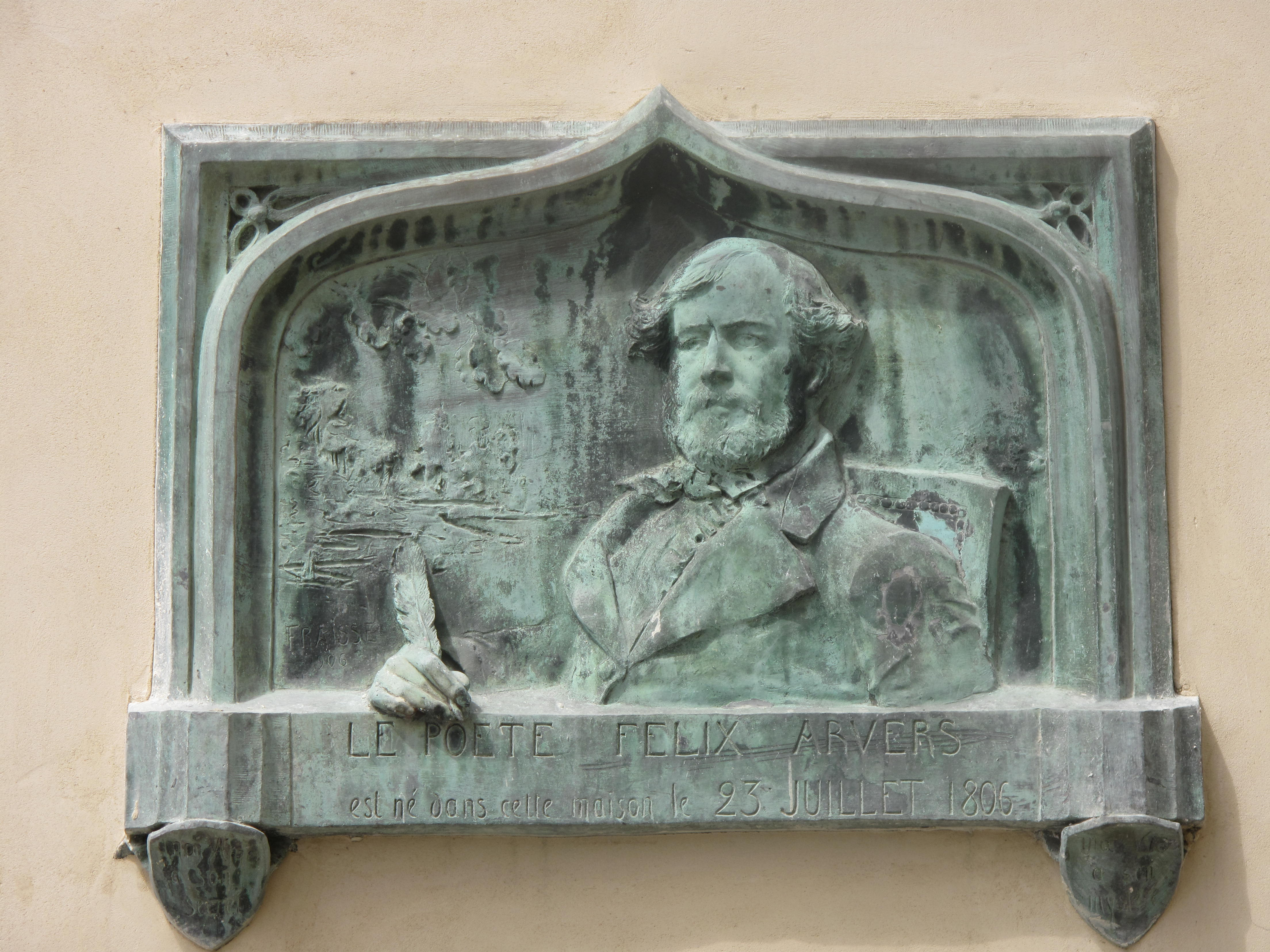
Lastra sulla casa ove il poeta Félix Arvers nacque il 23 luglio 1806, in rue Budé a Parigi, nel IV arrondissement di Parigi, sull'Île Saint-Louis.

Félix Arvers non trovò altra via per esprimere i suoi sentimenti e il suo amore non corrisposto che un sonetto, al quale affidare le proprie sensazioni e l'alleviamento delle proprie pene. La toccante poesia, grazie alla sua vivida descrizione romantica di un sentimento profondo, ottenne una tale popolarità che circolò per anni tra i frequentatori dei saloni letterari parigini, recitata a memoria, prima di diventare un classico della poesia romantica francese dopo la morte dell'autore.
Poiché Un secret era l'unica poesia nota della sua raccolta intitolata Mes heures perdues, Félix Arvers venne definito nella letteratura francese come "Il Poeta di una sola poesia". Il sonetto è conosciuto anche come "sonetto d'Arvers".

## Il sonetto d'Arvers
Hélas ! j'aurai passé près d'elle inaperçu, 
Toujours à ses côtés, et pourtant solitaire, 

Et j'aurai jusqu'au bout fait mon temps sur la terre, 
N'osant rien demander et n'ayant rien reçu.
Pour elle, quoique Dieu l'ait faite douce et tendre, 
Elle ira son chemin, distraite, et sans entendre 
Ce murmure d'amour élevé sur ses pas ;
À l'austère devoir pieusement fidèle, 
Elle dira, lisant ces vers tout remplis d'elle: 

« Quelle est donc cette femme ? » et ne comprendra pas.»
Hélas ! Io sarei passato vicino a lei inosservato
Sempre al suo fianco, e tuttavia solitario,
Ed avrei fino alla fine fatto il mio tempo sulla terra,
Non osando chiedere nulla e non avendo nulla ricevuto.
Per lei, qualsiasi Dio l'abbia fatta dolce e tenera,
 Lei farà il suo cammino, distratta, e senza sentire
Questo mormorio d'amore che si leva sui suoi passi;
All'austero dovere piamente fedele,
Ella dirà, leggendo questi versi tutti pieni di lei:
«Chi è dunque questa donna?» E non capirà.»
(Félix Avers, Mes heures perdues, Sonetto)